# Județ de Bacău
Le județ de Bacău est un județ en Moldavie roumaine, ayant pour chef-lieu la ville de Bacău.

## Liste des municipalités, villes et communes

### Municipalités
(population en 2011)
- Bacău (616 168)
- Moinești (21 787)
- Onești (39 172)

### Villes
(population en 2011)
- Buhuși (14 562)
- Comănești (19 568)
- Dărmănești (12 247)
- Slănic-Moldova (4 198)
- Târgu Ocna (11 300)

### Communes
- Agăș
- Ardeoani
- Asău
- Balcani
- Bârsănești
- Berești-Bistrița
- Berești-Tazlău
- Berzunți
- Blăgești
- Bogdănești
- Brusturoasa
- Buciumi
- Buhoci
- Cașin
- Căiuți
- Cleja
- Colonești
- Corbasca
- Coțofănești
- Dămienești
- Dealu Morii
- Dofteana
- Faraoani
- Filipeni
- Filipești
- Gârleni
- Găiceana
- Ghimeș-Făget
- Gioseni
- Glăvănești
- Gura Văii
- Helegiu
- Hemeiuș
- Horgești
- Huruiești
- Itești
- Izvoru Berheciului
- Letea Veche
- Lipova
- Livezi
- Luizi-Călugăra
- Măgirești
- Măgura
- Mănăstirea Cașin
- Mărgineni
- Motoșeni
- Negri
- Nicolae Bălcescu
- Odobești
- Oituz
- Oncești
- Orbeni
- Palanca
- Parava
- Parincea
- Pâncești
- Pârgărești
- Pârjol
- Plopana
- Podu Turcului
- Poduri
- Prăjești
- Racova
- Răcăciuni
- Răchitoasa
- Roșiori
- Sascut
- Sănduleni
- Sărata
- Săucești
- Scorțeni
- Secuieni
- Solonț
- Stănișești
- Strugari
- Ștefan cel Mare
- Tamași
- Târgu Trotuș
- Tătărăști
- Traian
- Ungureni
- Urechești
- Valea Seacă
- Vultureni
- Zemeș

## Démographie
En 2011, la répartition ethnique de la population du județ s'établissait comme suit :
- Roumains, 558 507, (90,6 %) ;
- Roms, 15 284, (2,5 %) ;
- Hongrois, 4 208, (0,7 %).

En ce qui concerne la langue maternelle déclarée des habitants, les chiffres sont les suivantst :
- roumain, 565 017 (91,7 %) ;
- romani, 8 959 (1,5 %) ;
- hongrois, 5 062 (0,8 %).

Enfin, la répartition religieuse des différentes communautés du județ est la suivante :
- Orthodoxes, 76,3 % ;
- Catholiques romains, 15,7 %.

## Politique
| Parti | Parti                                                        | Sièges |
| ----- | ------------------------------------------------------------ | ------ |
|       | Parti social-démocrate (PSD)                                 | 17     |
|       | Parti national libéral-Alliance 2020 USR-PLUS (PNL-USR-PLUS) | 11     |
|       | Parti Mouvement populaire (PMP)                              | 3      |
|       | Pro Romania (PRO)                                            | 3      |
|       | Alliance des libéraux et démocrates (ALDE)                   | 2      |